# Хорхе Майнес
Хорхе Альварес Майнес (нар. 8 липня 1985) — мексиканський інтернаціоналіст і політик, член партії «Громадянський рух». Був кандидатом у президенти Мексики на федеральних виборах 2024 року. З 1 вересня 2021 року по 28 лютого 2024 року він обіймав посаду федерального депутата Конгресу Мексики.

## Біографія
Народився 8 липня 1985 року в місті Сакатекас. Син Феліпе Альвареса Кальдерона та Габріели Майнес . Його батько був засновником Комуністичної партії в Сакатекасі та президентом муніципалітету Гвадалупе (Сакатекас) з 2001 по 2004 рік  .
Після навчання в Західному інституті технологій та вищих досліджень (ITESO; 2003—2006) здобув ступінь з міжнародних відносин. Потім з 2006 по 2008 рік здобув ступінь магістра з державного управління та державної політики в Інституті технологій та вищої освіти у Монтерреї (ITESM). У 2010 році він здобув ступінь магістра з міжнародних досліджень у цьому ж закладі. З 2017 по 2019 роки навчався на магістратурі з конституційного права та прав людини в Carbonell Legal Studies Center .

## Особисте життя
У 2015 році він одружився з актрисою Каріні Гіді, з якою розлучився наступного року. У серпні 2018 році у нього народилася перша дитина (син) від своєї партнерки Сари Агілар Флашка. У серпні 2023 році у нього народилася друга дитина — донька.

## Політична кар'єра

### Перші державні посади
Він розпочав свою політичну кар’єру як член Партії демократичної революції (PRD) у 2003 році . З 2004 по 2007 рік він був радником міської ради муніципалітету Сакатекас під час мандата Херардо де Хесуса Фелікса Домінгеса як муніципальний президент . З 2007 по 2010 рік він був радником у міській раді муніципалітету Гвадалупе під час перебування на посаді президента Самуеля Еррери Чавеса .
На виборах у штаті Сакатекас у 2010 році його висунула партія «Новий альянс» (PANAL) на посаду депутата Конгресу штату Сакатекас за підтримки коаліції «Primero Zacatecas» разом з Інституційно-революційною партією (PRI) і Партією зелених Еколог Мексики (PVEM) . Його обрали представником 5-го округу штату зі штаб-квартирою в Гвадалупе в LX Законодавчому органі конгресу штату з 7 вересня 2010 року по 6 вересня 2013 року . Під час з’їзду він приєднався до партійної лави Інституційної революції. Був головою комісії зміцнення міста та секретарем комісії культури .
У 2013 році вступив до партії «Громадянський рух». З 2013 по 2018 рік був секретарем організаційно-політичної діяльності цієї партії. А з 2014 по 2018 рік був членом національної оперативної комісії цієї ж партії .

### Федеральний депутат
На федеральних виборах 2015 року він був висунутий федеральним представником пропорційної системи від Movimiento Ciudadano. Був членом LXIII легіслатури Конгресу з 1 вересня 2015 р. по 31 серпня 2018 р. У Конгресі був секретарем комісії культури та кінематографії, комісії народної освіти та освітніх послуг  . У листопаді 2018 року він був призначений генеральним секретарем угод партії «Громадянський рух» за мандатом Данте Дельгадо як національного координатора партії .
На федеральних виборах 2021 року партія знову висунула його як федерального представника пропорційної системи . З 1 вересня 2021 року був членом LXV законодавчого органу Конгресу. У рамках конгресу є координатором лави партії Громадянський рух . Він також є секретарем комісії соціальної економіки та розвитку кооперативів і комісії міських округів .
У червні 2022 року він разом із трьома іншими депутатами приїхав до України на запрошення Верховної Ради України, щоб продемонструвати свою підтримку Україні під час російського вторгнення. Візит Майнеса розкритикували як «воєнний туризм» через його ставлення під час поїздки. Його також допитали щодо приділення уваги війні в Україні над існуючим насильством у штаті Сакатекас . У відповідь група депутатів заявила, що поїздка була оплачена ними, а не за державні кошти. Хорхе Альварес Майнес зазначив, що він також працював над законодавством з питань безпеки в Мексиці .

### Кандидат у президенти 2024 року
19 листопада 2023 року він приєднався до президентської кампанії губернатора Нуево-Леона Семюеля Гарсіа як координатор кампанії . У грудні Самуель Гарсія відмовився від своєї кандидатури через політичну кризу в Нуево-Леоні.
9 січня 2024 року Movimiento Ciudadano обрало Хорхе Альвареса Майнеса своїм кандидатом у президенти на виборах 2024 року , наступного дня його реєстрація була офіційно зареєстрована .
22 травня 2024 року Альварес Майнес з'явився на закритті кампанії Лоренії Канаваті, кандидата в мери Сан-Педро-Гарса-Гарсія, коли сильний вітер спричинив обвал храму, де проходив мітинг, 213 людей отримали поранення і 9 померли. Кандидату в президенти, який на момент обвалу перебував на сцені, вдалося вибратися в безпечне місце і він не постраждав .
На виборах Хорхе Альварес Майнес посів третє місце з 10,32% голосів, що є найвищим результатом в історії Movimiento Ciudadano .